# 巴马香猪
巴马香猪主要产于广西壮族自治区巴马瑶族自治县，以其皮薄、瘦肉多和肉味特别清香而著称于世，是全国香猪品种中的珍品。它产于该县赖满、燕洞、龙威、子帽等地，毗邻的田东县班龙、世本以及环江县明伦等地也有出产。
这种香猪是当地群众长期以来用子配母的近亲繁殖方法培育而成的。它的体型矮小，腿杆短细，性情温和，不爱活动。饲养半年就能长到50—60斤。长到70斤重时，一般都要出欄宰杀。香猪越小瘦肉越多，皮越薄越好吃。据典型调查，一头重13斤的一级香猪，瘦肉占总重量62%，皮厚0.05厘米；而重32斤的二级香猪，瘦肉占50.6%，皮厚0.11厘米。
香猪吃法主要是供烧、烤、炸、煎的，肉熟后呈黄色，食之清脆爽口，香气扑鼻。还可以用来蒸、吨、炳、炒，肉熟时呈白色，食之鲜嫩可口，清香飘逸。这两种吃法，都要有老蒜、生姜、八角、酱油、陈醋、米酒、蔗糖等作配料。